# Couvent des Célestins de Verdelais
Pour les articles homonymes, voir Couvent des Célestins.
Le couvent des Célestins de Verdelais est un ancien établissement conventuel catholique situé sur la commune de Verdelais, dans le département de la Gironde, en France.

## Localisation
Le couvent se trouve au cœur du village, à l'extrémité est de l'avenue principale communément dénommée Les Allées, entre la mairie et la basilique Notre-Dame.

## Historique
Le couvent médiéval accolé à l'église Notre-Dame fut dévasté au cours de la guerre de Cent Ans (1337-1453), réparé au début du XVe siècle, ravagé par les Protestants dès le début des guerres de religion en 1562 pour être restauré et agrandi d'un « nouveau couvent » au cours du XVIIe siècle, celui-ci abritant, à partir de 1627, des moines Célestins, tandis que l' « ancien couvent » devient le presbytère de l'église.

La dissolution de l’Ordre des Célestins, en 1778, chasse les moines et le couvent est ensuite vendu comme bien national sous la Révolution.
Après avoir été inscrit en 2000, l'édifice est classé au titre des monuments historiques par arrêté du 14 décembre 2010.
Aujourd'hui, les bâtiments, sous le nom d'« Hostellerie Géraud de Graves », appartiennent à l'Association diocésaine de Bordeaux qui y anime des retraites, accueille des pèlerinages mais également des touristes et des séminaires.

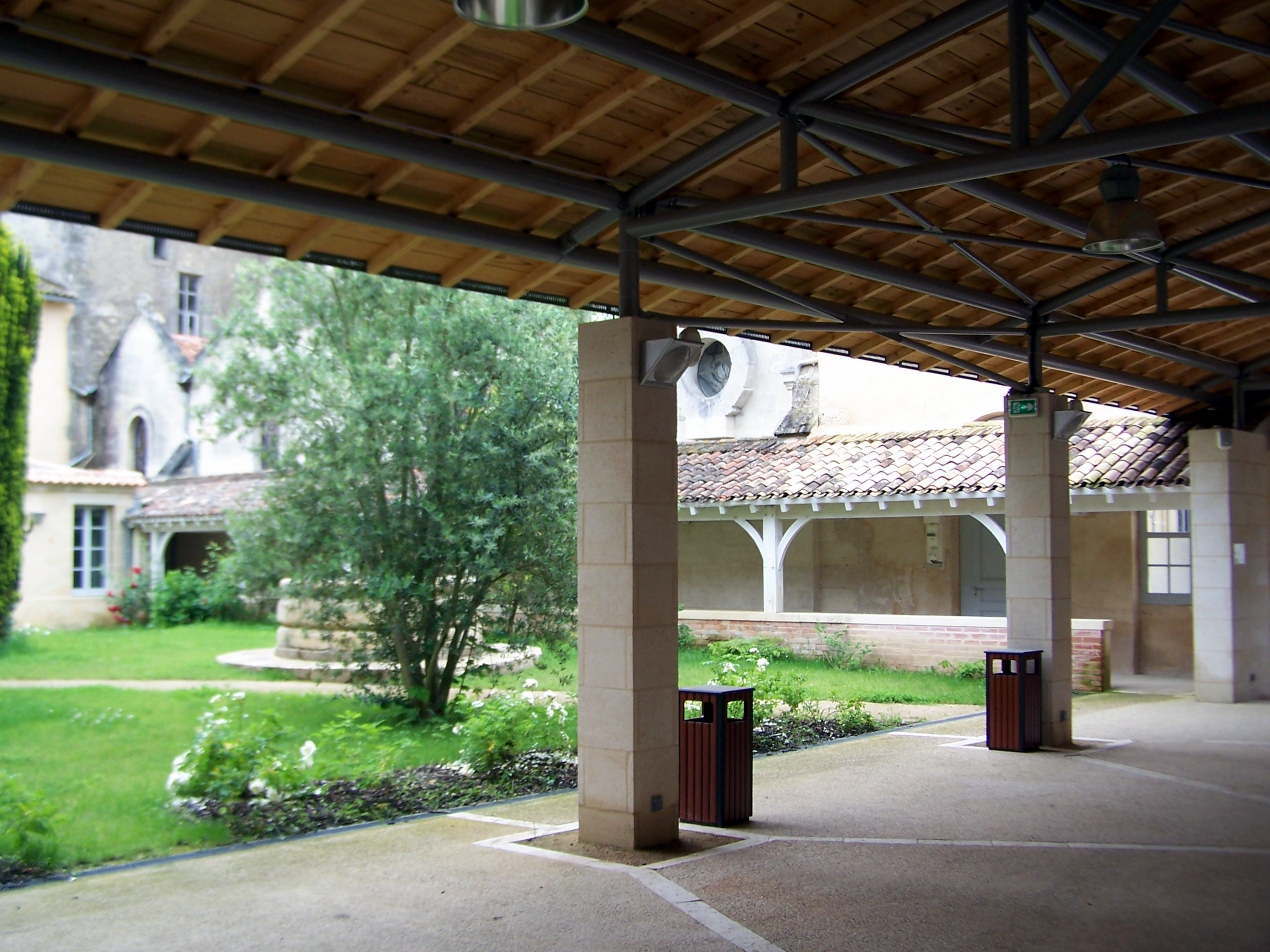
Vue intérieure (juin 2013)